# 淡海新市鎮站

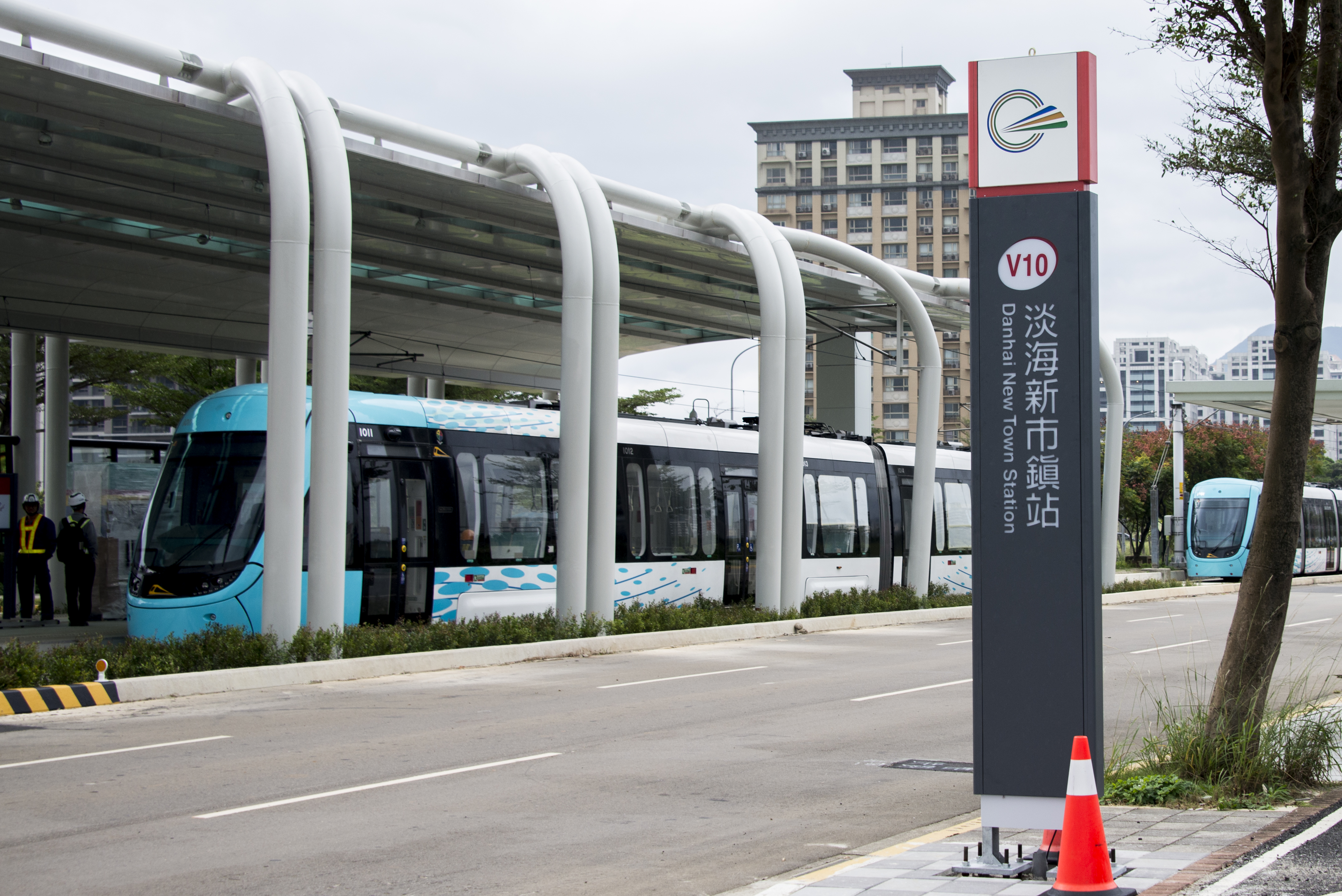
淡海新市鎮站

淡海新市鎮站位於台灣新北市淡水區沙崙路二段及新市三路二段交叉口，是淡海輕軌綠山線的車站。

## 月台構造
- 島式月台[3][4]。

### 月台配置
| 地面               |                                           |
| 一月台             | ← 淡海輕軌 往終點站方向（V11 崁頂站）     |
| 島式月台，左側開門 |                                           |
| 二月台             | 淡海輕軌 往紅樹林方向（V09 濱海沙崙站） → |
| 出入口             |                                           |

## 歷史
- 2016年5月13日：站名決定[5]。
- 2018年12月23日：綠山線通車[6][7][8][1]。

## 利用狀況
| 年   | 年間   | 年間   | 年間     | 年間     | 1日平均 | 1日平均 |
| 年   | 上車   | 下車   | 上下車計 | 來源     | 上車    | 上下車  |
| ---- | ------ | ------ | -------- | -------- | ------- | ------- |
| 2018 | 沒資料 | 沒資料 | 沒資料   | [ 註 1 ] | 沒資料  | 沒資料  |
| 2019 | 50,000 | 56,000 | 106,000  | [ 註 2 ] | 150     | 317     |

## 車站周邊
- 新北市公共自行車租賃系統
  - 輕軌淡海新市鎮站
- 公二十三號公園
- 美麗新廣場淡海館
- 美麗新淡海影城
- 淡海新市鎮

## 公車資訊
| 編號 | 經營業者 | 區間                   | 備註 |
| ---- | -------- | ---------------------- | ---- |
| 872  | 淡水客運 | 捷運淡水站－中泰       |      |
| 紅37 | 淡水客運 | 淡海新市鎮－捷運淡水站 |      |

## 腳註

### 備註
1. ↑  2018年12月24日營運開始，但免費。
2. ↑  108年新北市捷運統計年報（來源：新北捷運公司。2018年12月23日營運開始，2020年2月1日起開始收費，運量從此日開始計334天）[9]

### 來源資料
1. 1 2  .   [2018-12-24]. （原始内容存档于2020-06-07）.
2. ↑  李雅雯. . 自由時報電子報. 2015-09-18  [2015-09-17]. （原始内容存档于2020-06-07） （中文（臺灣））.
3. ↑  高速鐵路工程局、新北市政府. . 新北捷運公司: 頁7-5. 2013-03  [2018-11-30]. （原始内容存档于2018-11-30）.
4. ↑  . 新北市政府捷運工程局. 2018-10-17  [2018-12-02]. （原始内容存档于2018-12-02）. 三環三線進度公開專頁
5. ↑  何玉華，淡海輕軌14車站 完成命名 （页面存档备份，存于） ，自由時報，2016-05-13
6. ↑  黃瀞瑩、陳宥蓉、鄭仕欣，朱立倫不讓政績被收割！淡海輕軌拚12/25卸任前試營運， 三立新聞網，2018-11-29
7. ↑  黃紫緹，淡海輕軌12/23通車 加速帶動區域發展；明年6月起淡海輕軌將導入全國最多的9大行動支付工具 （页面存档备份，存于），台灣英文新聞，2018-12-18
8. ↑  賴筱桐，卸任前送大禮 朱立倫宣布淡海輕軌23日通車 （页面存档备份，存于），自由時報電子報，2018-12-18
9. ↑   (PDF). 新北市政府捷運工程局: 44–48. 2020-06-04  [2020-06-06]. （原始内容 (PDF)存档于2020-06-07）.

## 外部連結
- 新北大眾捷運股份有限公司 （页面存档备份，存于）
- 新北市政府捷運工程局 （页面存档备份，存于）